# Daniel Erban
Daniel Erban, né en Israël en 1951 et mort le 3 janvier 2017, est un artiste canadien dont les œuvres appartiennent à l'art brut et à l'art outsider,. 
Depuis l'aube de sa carrière, au cours des années 1970, il a collaboré à plus de 200 expositions, en solo ou en groupe.   
Erban travaillait simultanément à titre de professeur de mathématiques au Collège John Abbott de Montréal.

## Travail artistique
La postmodernité et le postmodernisme sont des thèmes inhérents au travail de Daniel Erban : l'artiste remet sans cesse en question la légitimité des institutions, le progrès contemporain et la Raison humaine, à travers une attitude volontairement provocatrice qualifiée de « défiance ironique ». Les fétiches sexuels souvent transgressifs, les pulsions de violence, l'anticonformisme, la censure et la recherche de l'identité humaine au cœur de l'abîme sont des figures récurrentes dans l'œuvre d'Erban. Il affirme interroger le laid, le terrible et l'insignifiance de l'actualité dans une démarche visant la compréhension de lui-même et du monde dans son ensemble. Qualifiant son propre travail, l'artiste soutient que ses toiles « égratignent la rétine du spectateur et saignent dans sa conscience ».   
Sur des supports particulièrement simples tels que des feuilles de papier, les états mentaux de Daniel Erban sont convulsivement jetés avec de l'encre et de la peinture, évitant fréquemment les couleurs vives et l'abstraction, qu'il juge incapables de transmettre l'horreur contemporaine.

## Collections
On retrouve les œuvres de Daniel Erban dans de nombreuses collections privées, notamment au Canada, à New York, à Paris, à Bruxelles ainsi qu'à Zurich. Elles font également partie de certaines collections publiques comme celles du Musée national des beaux-arts du Québec, de la Bibliothèque Nationale du Québec, de la Banque d’œuvres d’art du Canada, de la Edmonton Art Gallery et de l’Université du Nouveau Brunswick,.
On peut voir le travail de l’artiste principalement à la galerie Robert Poulin (Montréal).

## Expositions[4]

### Solo
- 2016 : Lacerte Art Contemporain (avril), Québec
- 2014 : Espace Robert Poulin « Légendes erbanes » (avril), Montréal
- 2012 : Espace Robert Poulin (septembre), Montréal
- 2010 : Espace 6 (galerie Art Mûr), « Crudités », Montréal
- 2009 : Galerie Glamort, « Anti-Social and Ugly Visuals », Montréal ; Galerie Glamort, « Erban grands formats », Montréal
- 2005 : Langage Plus, « Rouge dégueulasse », Alma McMaster Museum of Art, Hamilton, Ontario
- 2003 : Musée régional de la Côte Nord, Sept-Îles, Québec ; Harcourt House, « Big bad and ugly », Edmonton, Alberta ; Galerie UQO, « Dessins de la laideur », Université du Québec en Outaouais, Hull Galerie d’art l’Union Vie, « Abus et violence, politique et art », Drummondville ; Studio 333, « Au diable le Refus global », Montréal
- 2002 : Definitely Superior Center, « Bloody drawings », Thunder Bay, Ontario ; Artcite Inc, « Drawing as a weapon », Windsor, Ontario

### Collectives
- 2017 : PAPIER17, Foire d'art contemporain, kiosque Galerie Robert Poulin
- 2016 : PAPIER16, Foire d’art contemporain, kiosque Galerie Robert Poulin, Montréal ; Musée d’art contemporain des Laurentides (MACL) « Jérôme, le saint » (février/mai), Saint-Jérôme, Québec
- 2015 : Salon Zürcher, Foire d’art contemporain (octobre) kiosque Espace Robert Poulin. Paris, France ; Art Contemporain Pour Tous, (avril) Foire d’art contemporain. Montréal kiosque Espace Robert Poulin ; Galerie Usine 106U, Montréal ; PAPIER15, Foire d'art contemporain, kiosque Galerie Robert Poulin
- 2014 : Espace Robert Poulin «  Têtes » (mars), Montréal ; PAPIER14, Foire d'art contemporain, kiosque Galerie Robert Poulin ; Galerie Usine 106U, Montréal
- 2013 : Espace Robert Poulin « Mixed Grill II » (juin), Montréal ; PAPIER13, Foire d'art contemporain, kiosque Espace Robert Poulin ; Galerie Usine 106U, Montréal
- 2012 : Espace Robert Poulin « Rouge sanguin » (janvier), Montréal Espace Robert Poulin « Daniel Erban et Guy Boutin » (avril), Montréal ; PAPIER12, Foire d'art contemporain, kiosque Espace Robert Poulin ; Galerie Usine 106U, Montréal
- 2011 : PAPIER11, Foire d'art contemporain, kiosque Espace Robert Poulin ; Galerie Usine 106U, Montréal
- 2010 : PAPIER10, Foire d'art contemporain, kiosque Espace Robert Poulin ; Galerie Usine 106U, Montréal
- 2009 : Pierre-François Ouellette Art Contemporain (PFOAC) « Frontières fluides » (décembre 2009 / janvier 2010), Montréal ; Headbones Gallery, « The Dark Side and Snow », Toronto ; Galerie Usine 106U, (2009, 2008, 2007, 2006), Montréal ; Gallery 1313, « Artee show », Toronto ; Fima : Montréal en arts, Montréal ; Galerie Dentaire, « Dix », Montréal ; L’Aspirine galerie, « Les connards dans l’histoire »
- 2008 : « Dehuman » (exposition itinérante 2008, 2007, 2006) organisée par la Thames Art Gallery de Chatam avec Daniel Erban, Dennis Michael Jones, Ed Pien et Balint Zsako, Thames Art Gallery, Chatam, Ontario (13 janvier-12 décembre 2006) ; Kenderdine Art Gallery, University of Saskatchewan (7 juin-15 octobre 2006) ; WKP Kennedy Art Gallery, North Bay, Ontario (16 juin-21 juillet 2007) ; Gallery Lambton, Sarnia, Ontario (20 octobre-24 novembre 2007) ; Woodstock Art Gallery, Woodstock, Ontario (1er mars-12 avril 2008) ; Les Impatients, « Regards sur l’art cru », Montréal ; Index G Gallery, « CRLS 23 », Toronto ; FIMA : Montréal en arts
- 2007 : « Art+Anarchie » (mai), Montréal ; Les Impatients, « Parle-moi d’amour », Montréal ; FIMA : Montréal en arts
- 2006 : Headbones Gallery, « X-country selection », Toronto ; Les Impatients, « Parle-moi d’amour », Montréal ; FIMA : Montréal en arts
- 2005 : La Biennale de Québec, Québec ; Galerie Sans Nom, « Au sens large », Moncton, NB ; Les Impatients, « Parle-moi d’amour », Montréal Fima : Montréal en arts
- 2004 : Truck Gallery, « Quarry », Calgary, Alberta ; AKA, « Drawing Flesh », Saskatoon, Saskatchewan ; Galerie d’art l’Union Vie, -« Abus et violence, politique et art », Drummondville
- 2003 : « Contemporary Drawing 2003 » The T.W.Wood Gallery of Vermont College at Montpelier, Vermont USA ; Open Studio, « 100 prints », Toronto ; SNAP Gallery, « Christmas Print Affair », Edmonton, Alberta ; Ace Art inc, 6th annual art-draw and fundraiser, Winnipeg, Manitoba ; Atelier Circulaire «Voir grand» Biennale d’estampe grand format Bibliothèque nationale du Québec, « Collectionneurs d’estampes »
- 2002 : Neutral Ground, « Grief Mopping », Regina, Saskatchewan ; Truck Gallery, « Quarry », Calgary, Alberta ; AKA, « Drawing Flesh », Saskatoon, Saskatchewan
- 2001 : Galerie Expression, « 6 expressions, 6 artistes », Saint-Hyacinthe ; Bibliothèque Gabrielle-Roy, « 25 artistes du Québec », Québec ; Centre d’exposition des gouverneurs, « Dessins post-modernes », Sorel ; Latitude 53, « Visual disturbance with drawings », Edmonton, Alberta ; Forest City Gallery, « Surviving Thruths », London, Ontario ; Maison de la culture du Plateau Mont-Royal, « L’espace qui nous sépare », Montréal ; YYZ, « Urgent witness drawn remains » Toronto ; « Body language », Kingston, Ontario ; Atelier Circulaire, « À bas les maudits », Montréal
- 2000 : Open studio, «100 prints», Toronto ; Biennale internationale d’art miniature, 5e édition, Québec ; Biennale internationale de gravure d’Amadora, Amadora, Portugal ; Musée des beaux-arts de Macao, Macao, République de Chine ; Triennale mondiale de l’estampe, Chamalières, France Grimsby Art Gallery, Grimsby, Ontario